# Маринко Алексић Миша
Маринко Алексић Миша (1876, Куршумлија, Османско царство — 27. мај 1923, Велики Бечкерек, Краљевина СХС) је био српски и југословенски официр (пензионисан у чину потпуковника) и четник из времена четничке акције у Старој Србији почетком 20. века. Као наредник српске војске 1905. одлази у Пореч и на Бабуну, где заједно са Јованом Бабунским, Глигором Соколовићем и осталим војводама води борбе са бугарским комитама и арнаутским качацима. Као подофицир био је у саставу горског штаба код Панте Радосављевића Дунавског, Николе Јанковића Косовског и Павла Блажарића. Неко време био је и вршилац дужности шефа горског штаба. У ратовима 1912-1918. се истакао официрском храброшћу и способношћу што му је донело чин потпуковника.